# Teis Bayer
Teis Frederik Bayer (født 2. november 1959) er en dansk skuespiller.
Bayer er uddannet fra Skuespillerskolen ved Odense Teater i 1990.

## Udvalgt filmografi
- Nattens engel (1998)
- Til højre ved den gule hund (2003)
- Dig og Mig (2008)
- Headhunter (2009)

### Tv-serier
- Nissebanden (et afsnit, 1984)
- Hotellet (11 afsnit, 2000-2001)
- Nikolaj og Julie (et afsnit, 2003)
- Klovn (tre afsnit, 2005-2006)
- Livvagterne (et afsnit, 2009)
- Arvingerne (et afsnit, 2014)